# Исаев, Георгий Николаевич
Георгий Николаевич Исаев (9 февраля 1940, Свердловская область — 8 июня 2005) — Заслуженный работник рыбного хозяйства Российской Федерации, председатель Калининградского горисполкома (1990—1991).

## Биография
В 1957 году окончил среднюю школу в г. Балашове Саратовской области. С 1958 года работал фрезеровщиком завода п/я №1 в Саратове. В 1960 году переехал с родителями в Калининград.
В 1965 году окончил судостроительный факультет Калининградского технического института рыбной промышленности, получив специальность инженера-механика. 
С 1965 года работал по направлению на судоремонтном заводе «Преголь» инженером-дефектовщиком, главным конструктором, начальником механосборочного цеха; в 1971—1987 годах — директор судоремонтного завода «Преголь». За годы работы в должности директора завода были построены новые цеха, судоремонтные причалы, позволяющие развивать производство. Для отдыха работников завода был построен пансионат. С 1987 г. — заместитель генерального директора по строительству производственного объединения рыбной промышленности  «Калининградрыбпром».
С апреля 1990 по май 1991 года — председатель Калининградского горисполкома.
В 1991—1997 годах работал заместителем генерального директора «Калининградрыбпром», С 1997 года генеральный директор ЗАО «Калининградский деловой центр», автор идеи строительства «Калининградского Пассажа».
С 2003 года работал директором по развитию ЗАО «Калининградский деловой центр».
С 1980 по 1993 годы неоднократно избирался депутатом Калининградского городского Совета народных депутатов, возглавлял постоянную депутатскую комиссию по строительству и архитектуре. Избирался членом бюро Балтийского районного комитета КПСС Калининграда.
Имел почётное звание «Заслуженный работник рыбного хозяйства РФ» (1996). Награждён двумя орденами Трудового Красного Знамени, орденом «Знак Почета», медалью «Ветеран труда».
Звание «Почетный гражданин города Калининграда» присвоено решением городского Совета депутатов Калининграда (третьего созыва) № 181 от 23.06.2004 года.
Умер 9 июня 2005 года, похоронен в г. Калининграде.

## Память
- В Калининграде установлена мемориальная доска (пл. Победы, 4)[2].